# Lisel Bruggmann
Elise 'Lisel' Bruggmann (Winterthur, 21 juli 1900 - Zürich, 6 juli 1973) was een Duits-Zwitserse feministe en communiste.

## Biografie
Lisel Bruggmann was een dochter van kunstschilder Max Blunk en van Elise Schneider. Na haar schooltijd ging ze in 1916 aan de slag in een textielfabriek nabij Winterthur. Ze vervoegde de Freie Jugend en werd ook syndicaal actief. In 1918 was ze betrokken bij de oprichting van de Communistische Partij van Zwitserland. Door haar huwelijk in 1920 met Hans Bruggmann verkreeg ze de Zwitserse nationaliteit. In 1927 was ze lid van de eerste Zwitserse arbeidersdelegatie in de Sovjet-Unie. Ze groeide uit tot een belangrijke stem binnen de Zwitserse communistische vrouwenbeweging en bepleitte de invoering van de ouderdoms- en nabestaandenverzekering in Zwitserland. Ze schreef diverse artikelen en gedichten in de arbeiderspers in de agitpropstijl en onder verscheidene pseudoniemen (Brennessel, Rötel, Spitzig, Eversharp, Gertrud Stauffacher).

## Werken
- (de)  Ich wünsche Euch des Weltenalls Erbeben, 1974.
- (de)  Not macht erfinderisch, 1980.